# Sikka (monnaie)
Pour les articles homonymes, voir Sikka.
Dans la civilisation islamique médiévale, la sikka désigne la frappe monétaire. Elle est une prérogative du pouvoir souverain, un monopole de l'État et de ses acteurs, qui réglementaient les conditions de fabrication des pièces (alliages, poids, titre, type), et leur émission. Le monnayage était un des fondements et des marqueurs de la souveraineté politique. Elle fait partie des privilèges califaux, au même titre que l'invocation lors de la khutba (sermon) qui précède la prière du vendredi. Un des premiers gestes accomplis par chaque nouveau souverain lors de son avènement est ainsi de faire battre monnaie à son nom dans les ateliers de frappe, appelés dâr al-sikka, situés dans les lieux de pouvoir (palais, capitales).

## Origines et développements
À partir de la réforme d'Abd al-Malik (calife omeyyade régnant de 692 à 705), le monnayage est - comme dans l'empire byzantin - trimétallique. On distingue alors le dinar en or, le dirham en argent, et le  Fals en bronze. Cette réforme eu une influence durable et constante sur les autres pouvoirs de l'islam qui succédèrent au califat omeyyade. Rapidement cependant les monnayages évoluent : avec la révolution abbasside, la multiplication des pouvoirs locaux, l'avènements d'autres califats (fatimides de Madhiyya puis du Caire, omeyyades de Cordoue), les types originels tombent en désuétude au profit d'émissions nouvelles. Quelques traits communs restent : les monnaies sont aniconiques (sans images, contrairement à la tradition gréco-romaine par exemple), le trimétallisme se maintient. 
Les monnaies d'or eurent d'emblée une forte valeur symbolique : porteuses de messages politiques, liées aux avènements, aux élites, elles illustraient la prospérité et le prestige d'un régime capable de drainer vers lui le métal précieux. Si le calife pouvait ainsi déléguer à des fonctionnaires locaux le monnayage d'argent et de bronze, l'or restait un privilège califal, notamment sous Abd al-Rahman III, qui dès 929, se proclamant calife, fait frapper des monnaies à son nom. 
Cependant, ce privilège et le rapport de délégation s'étiolent : les grands pouvoirs sultaniens (bouyides, seldjoukides, zenguides, ayyoubides) du XIè et XIIè siècles ne se privèrent pas de battre monnaies.

## Usage et message
Les monnaies d'argent (dirhams) servaient principalement aux transactions commerciales impliquant des volumes supérieurs à la consommation courante. Il s'agit d'une monnaie de flux, qui sert avant tout à sécuriser des transactions à forte valeur ajoutée. Le fulûs lui était la monnaie de circulation quotidienne, celle qui permettait d'acheter les biens de consommation courante. 
Depuis l'époque abbasside (750 - 1258), les monnaies d'or et d'argent étaient un support de choix pour la diffusion des éléments principaux de la titulature princière, inscrits sur le champ, sur l'une des faces de la monnaie. Dans les "provinces" de l'empire, l'habitude fut progressivement prise au XIe siècle d'ajouter au titre du calife le nom et le titre du souverain local ayant reçu la délégation du pouvoir. La chute du califat abbasside au XIIIe siècle engendra une rupture, et de nouvelles solutions furent trouvées : si chez les Mamlouks ou les Rassoulides, la double mention du sultan et du dernier calife demeure, certains pouvoirs se contentent de citer les 4 califes bien guidés des premiers temps de l'islam. 
Toute pièce comprend généralement le lieu et l'année de frappe. De fait, les monnaies sont parfois les seuls documents dont on dispose pour attester de la trace d'un pouvoir. On peut aussi comprendre, en faisant la chronologie des émissions, les évolutions de la titulature des princes émetteurs. 
Au centre des monnaies, il était fréquent de trouver la proclamation de l'unité divine, la shahâda, et des versets coraniques sur les marges. Le verset IX, 33 du Coran est ainsi souvent présent ("Il a envoyé Mahomet avec la bonne orientation et la vraie religion pour le rendre victorieux de toute religion, même si cela répugne les associationnistes") chez les Omeyyades, et acquis une valeur quasi-canonique. 
Lorsque le calife abbasside Al-Ma'mūn sortit vainqueur de son combat contre al-Amîn en 813, il fit ajouter le verset dit "de la victoire" (XXXe, 4-5 : "Le commandement appartient à Dieu, avant comme après cela. Ce jour-là, les croyants se réjouiront de la victoire de Dieu") qui resta longtemps sur les monnaies abbassides. 
Certains pouvoirs en quête de légitimité ou d'un message politique nouveau usèrent donc des monnaies pour véhiculer des idées, quitte à modifier les formes monétaires. Ainsi chez les Fatimides le champ central était souvent remplacé par une suite de cercles concentriques, chez les Almohades, les pièces étaient souvent carrées, ce qui permettait de les identifier en un coup d'œil. La propagande almohade, fondée sur le message d'Ibn Tumart, le madhi, cherchait ainsi à faire entrer l'islam dans une ère nouvelle, et les monnaies véhiculait cette idéologie. 
Beaucoup des monnaies islamiques circulèrent à l'échelle de l'Europe. De bon aloi, reconnues pour leur fiabilité et leur circulation facile en méditerranée, on les retrouve jusqu'en Grande-Bretagne ou certaines monnaies sont parfois imitées par des souverains chrétiens pour en faciliter la circulation dans le grand commerce. De même, la circulation de certains types concurrents pouvait être interdite : ce fut le cas en 1036 quand le calife Al-Qa'im de Bagdad fit interdire les monnaies "maghrébines" (fatimides ici) sur le marché intérieur, car elle "chassait" la monnaie abbasside par sa plus grande qualité. Les monnaies, fondamentalement, étaient donc un support décisif de propagande califale, mais aussi de légitimation des pouvoirs locaux, qu'ils soient concurrents ou simplement en quête d'autonomisation politique.